# ローゴロ
ローゴロ（伊: Rogolo）は、イタリア共和国ロンバルディア州ソンドリオ県にある、人口約500人の基礎自治体（コムーネ）。

## 地理

### 位置・広がり
ソンドリオ県西部のコムーネ。モルベーニョから西へ6km、コモ湖畔のコーリコから東へ9km、県都ソンドリオから西へ30km、州都ミラノから北北東へ78kmの距離にある。

#### 隣接コムーネ
隣接するコムーネは以下の通り。LCはレッコ県所属を示す。
- アンダロ・ヴァルテッリーノ
- コージオ・ヴァルテッリーノ
- デレービオ
- マンテッロ
- ペデジーナ
- プレマーナ (LC)
- ラズーラ

### 地震分類
イタリアの地震リスク階級 (it) では、4 に分類される
。

## 行政

### 山岳部共同体
広域行政組織である山岳部共同体「ヴァルテッリーナ・ディ・モルベーニョ山岳部共同体」 (it:Comunità montana della Valtellina di Morbegno) （事務所所在地: モルベーニョ）を構成するコムーネの一つである。

### 分離集落
ローゴロには、以下の分離集落（フラツィオーネ）がある。
- Cassini, Erdona, Erla, Fistolera, Erdona